# 28. leden
28. leden je 28. den roku podle gregoriánského kalendáře. Do konce roku zbývá 337 dní (338 v přestupném roce). Svátek má Otýlie.

## Události

### Česko
- 1061 – Novým českým knížetem se stal Vratislav II. Rozdělil Moravu na dvě knížectví: severovýchodní s Olomoucí svěřil svému bratrovi Otovi, jihozápadní s Brnem a Znojmem svému bratru Konrádovi.
- 1900 – Byl založen Klub za starou Prahu.
- 1919 – Byla založena Masarykova univerzita.
- 1925 – Masarykova univerzita v Brně udělila poprvé titul doktor honoris causa, a to skladateli Leoši Janáčkovi. Předala mu ho přesně v den šestého výročí vzniku školy.
- 1950 – Byl zatčen farář Josef Toufar, jedna z obětí komunistické zvůle.
- 1952 – Byla zřízena přírodní rezervace Krašov.
- 1977 – V Národním divadle se konalo shromáždění českých umělců, kteří zde vyslechli a podepsali tzv. Antichartu – rezoluci proti signatářům Charty 77.
- 2006 – V Praze byly do zkušebního provozu s cestujícími zařazeny pětičlánkové, částečně nízkopodlažní tramvaje Škoda 14T, vyrobené na míru podle požadavků města Prahy. Fakticky tak skončil více než stoletý monopol na dodávky od výrobce Ringhoffer/Tatra/ČKD.

### Svět
- 0098 – Římský senát jmenuje nastupujícím císařem Traiana.
- 0814 – Karla Velikého, prvního římského císaře, nastupuje na trůn jeho syn Ludvík I. Pobožný jako vládce franské říše.
- 1077 – Během bojů o investituru musel Jindřich IV. předstoupit před papeže Řehoře VII. jako kajícník. To přispělo ke zrušení jeho exkomunikace.
- 1573 – Podpisem Varšavské konfederace byla rozšířena náboženská tolerance na území Polsko-litevské unie.
- 1810 – Byl zatčen Andreas Hofer, roku 1809 vůdce tyrolského povstání proti Napoleonovi I. a bavorské okupaci.
- 1813 – V Anglii byl poprvé vydán román Pýcha a předsudek od  Jane Austenové.
- 1820 – Fabian Gottlieb von Bellingshausen objevil Antarktidu.
- 1932 – Šanghajský incident, japonská okupace Šanghaje.
- 1935 – Island se stal prvním západním státem, který uzákonil možnost interrupce.
- 1986 – Raketoplán Challenger explodoval 73 sekund po startu, celá sedmičlenná posádka zahynula.
- 1998 – V Sofii byl do provozu uveden první úsek metra.

## Narození

### Česko

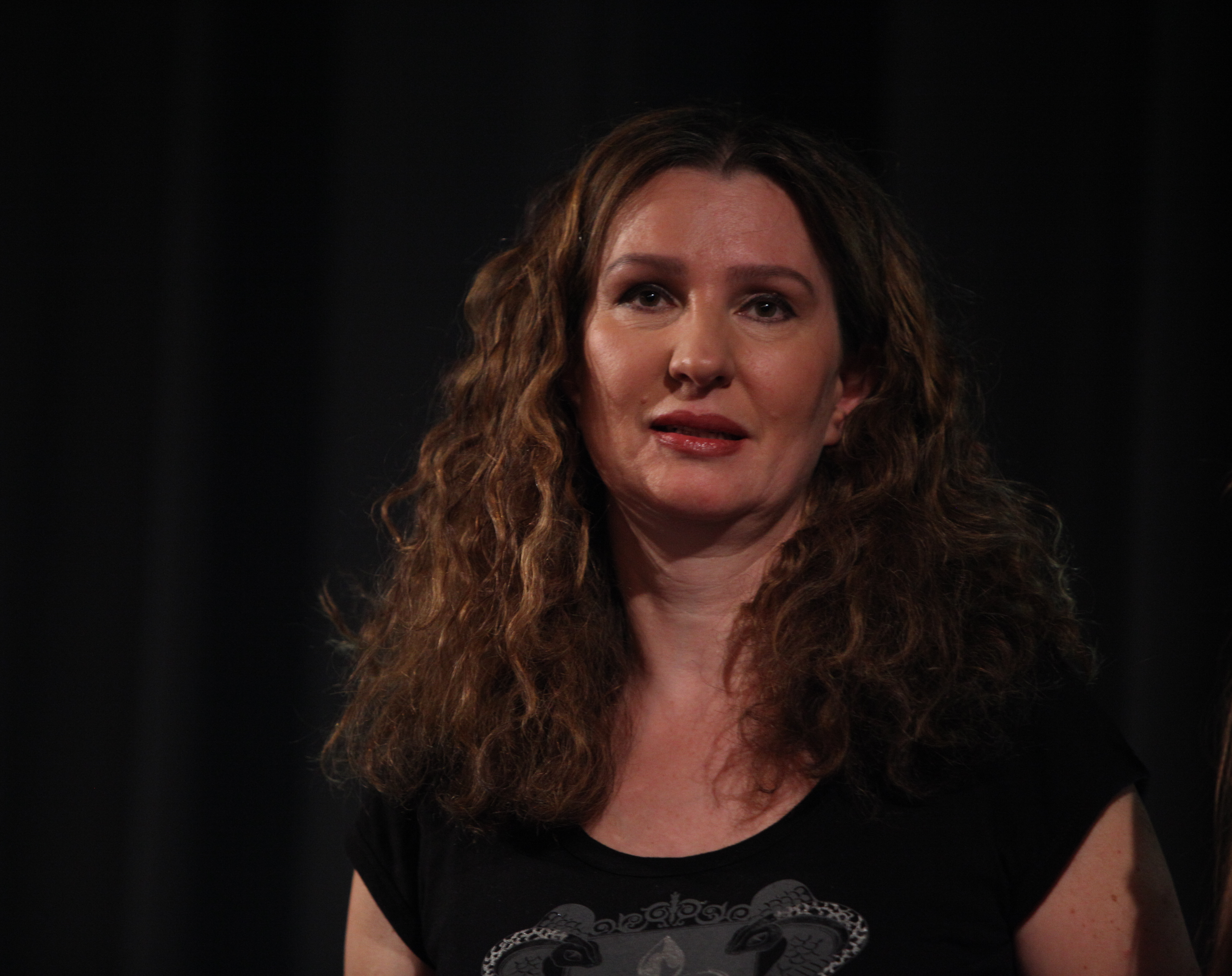
Irena Pavlásková (* 1960)

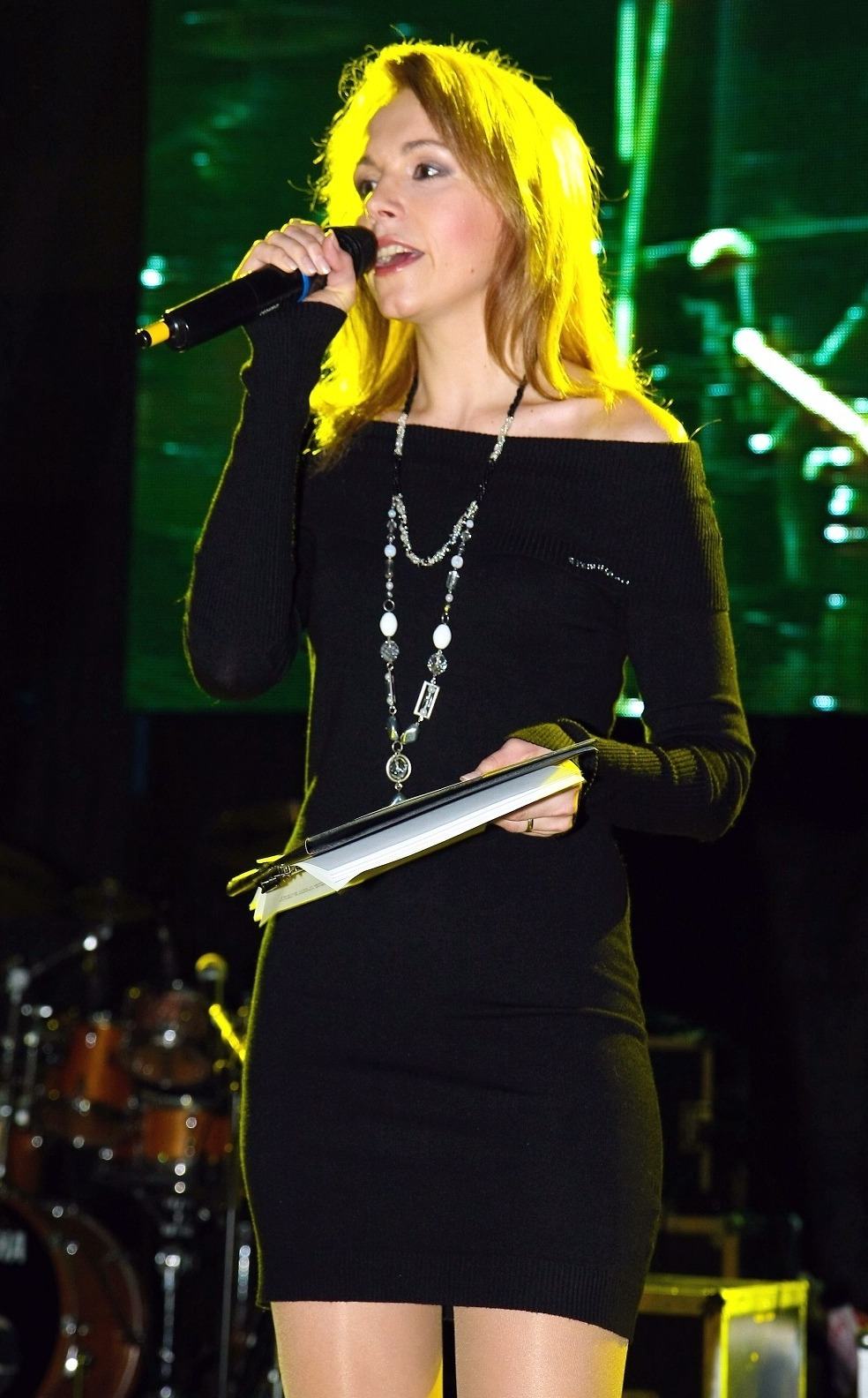
Martina Kociánová (* 1971)

- 1857 – Josef Klika, pedagog, komeniolog a překladatel († 24. března 1906)
- 1860
  - Karel Fajfrlík, československý politik († 8. května 1940)
  - Karel Svoboda-Škréta, český malíř († 13. ledna 1940)
- 1866 – Karel Vaněk, československý politik († 23. února 1924)
- 1872 – Eduard Schönbach-Nitsche, kanovník katedrální kapituly sv. Štěpána v Litoměřicích († 13. března 1951)
- 1874 – Josef Sýkora, astronom a astrofyzik († 23. února 1944)
- 1876 – Karel Douša, český hudební skladatel, varhaník a sbormistr († 3. dubna 1944)
- 1877 – Jozef Buday, československý politik slovenské národnosti († 15. listopadu 1939)
- 1878 – Alois Adamus, český historik a archivář († 27. srpna 1964)
- 1886 – Helena Čapková, česká spisovatelka († 27. listopadu 1961)
- 1890
  - Albert Vyskočil, spisovatel, literární kritik a překladatel († 4. prosince 1966)
  - Juraj Slávik, československý politik, ministr československých vlád a diplomat († 20. května 1969)
- 1891 – Karel Boleslav Jirák, český skladatel, hudební pedagog a dirigent († 30. ledna 1972)
- 1893 – Jindřich Groag, výrazný brněnský meziválečný advokát († 10. října 1973)
- 1895
  - Jan Karel Čemus, spisovatel dobrodružných a umělecko-naučných knih pro mládež († 11. listopadu 1969)
  - Jan Čumpelík, český malíř († 12. října 1965)
- 1896 – Karel Paleček, legionář, generál, zakladatel československých výsadkových jednotek († 12. března 1962)
- 1903
  - Božena Folkmanová, česká zooložka a parazitoložka († 27. září 1960)
  - Božena Komárková, filozofka a teoložka († 27. ledna 1997)
- 1905 – Jaroslav Kučera, československý fotbalový reprezentant († 12. května 1984)
- 1910 – Adina Mandlová, česká herečka († 16. června 1991)
- 1911 – Oldřich Rulc, československý fotbalový reprezentant († 3. dubna 1969)
- 1912 – Jaroslav Pešán, voják a příslušník výsadku Platinum-Pewter († 11. srpna 1972)
- 1916 – Josef Těšínský, zpravodajský důstojník a pobočník velitele u 310. československé stíhací peruť RAF († 7. dubna 1975)
- 1920
  - Karel Kraus, teatrolog, dramaturg a překladatel († 15. března 2014)
  - Gustav Francl, novinář, filmový kritik a překladatel († 6. ledna 2019)
- 1921 – Miloš Willig, herec († 23. srpna 1979)
- 1932
  - Jan Císař, divadelní pedagog, dramaturg, historik, teoretik a kritik († 14. dubna 2021)
  - Milan Syruček, novinář, spisovatel
- 1937
  - Karel Čáslavský, český filmový archivář, historik, publicista († 2. ledna 2013)
  - Vladimír Svoboda, český malíř
- 1943 – Vladimír Čort, autor písňových textů, spisovatel, výtvarník († 28. března 2014)
- 1956 – Petr Kajnar, primátor města Ostravy
- 1960 – Irena Pavlásková, režisérka, scenáristka a producentka
- 1961 – Daniel Rous, herec
- 1966 – Michal Pivoňka, lední hokejista
- 1967 – Oldřich Svoboda, lední hokejista
- 1971 – Martina Kociánová, česká moderátorka a sopranistka
- 1974
  - Václava Jandečková, spisovatelka a publicistka
  - Theodora Remundová, herečka
- 1980 – Karel Piták, český fotbalista
- 1997 – David Kaše, lední hokejista

### Svět

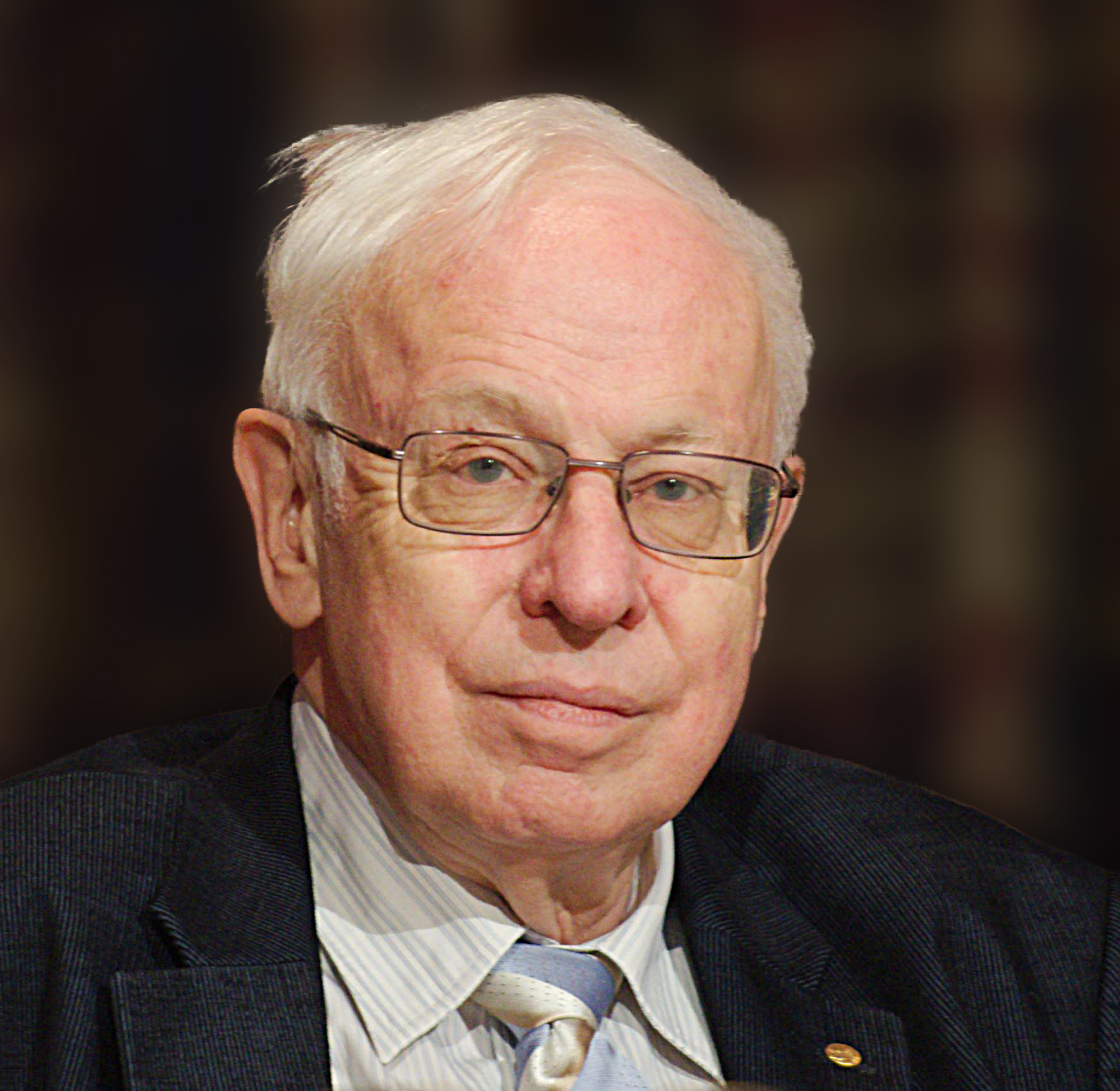
Tomas Lindahl (* 1938)

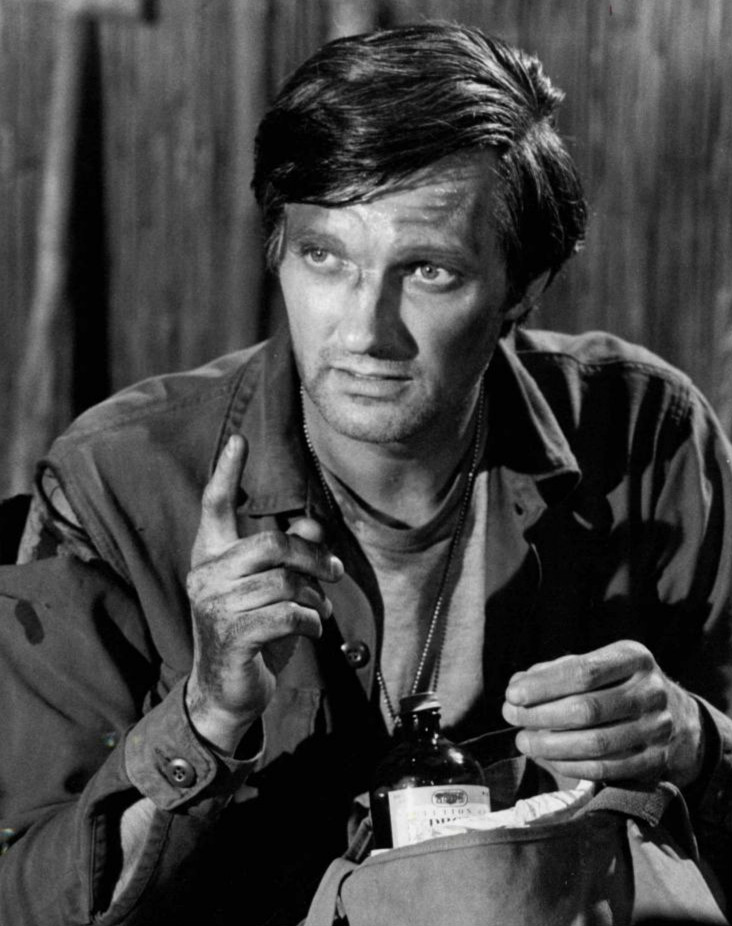
Alan Alda (* 1936)

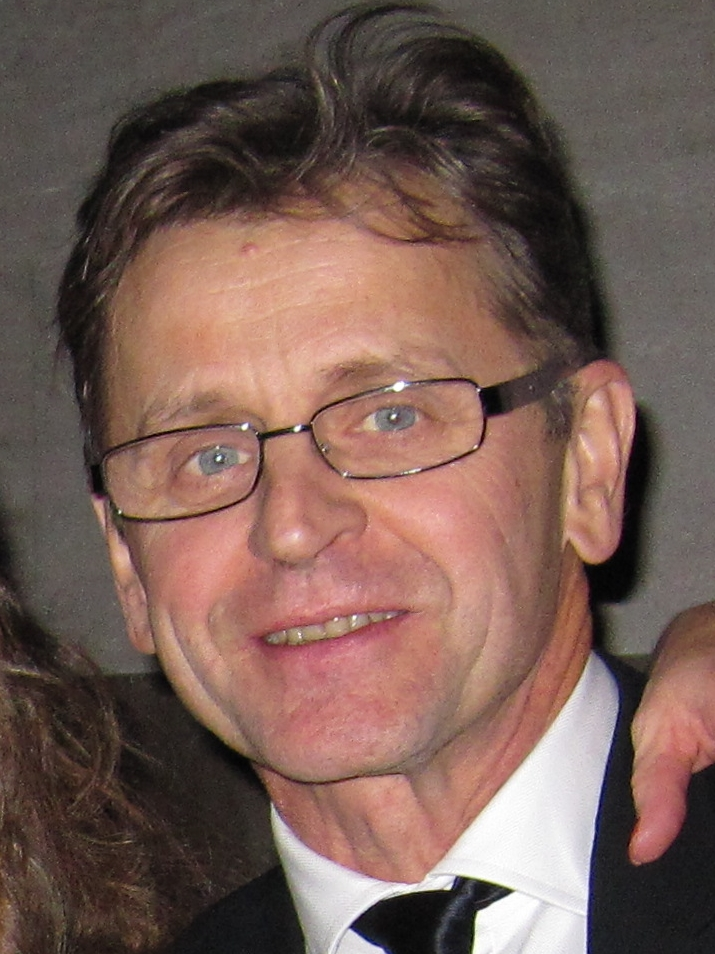
Michail Baryšnikov (* 1948)

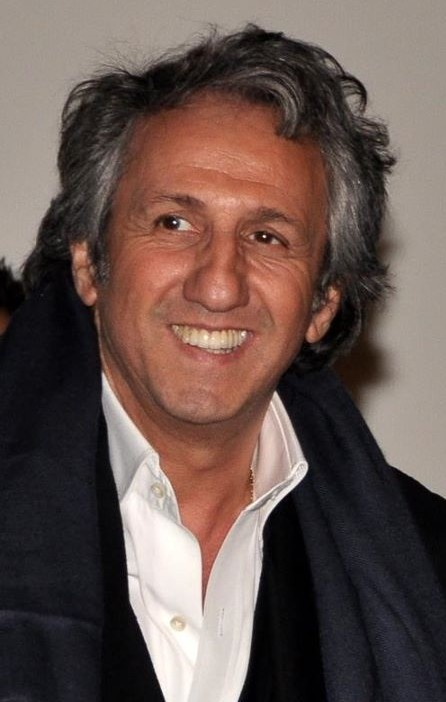
Richard Anconina (* 1953)

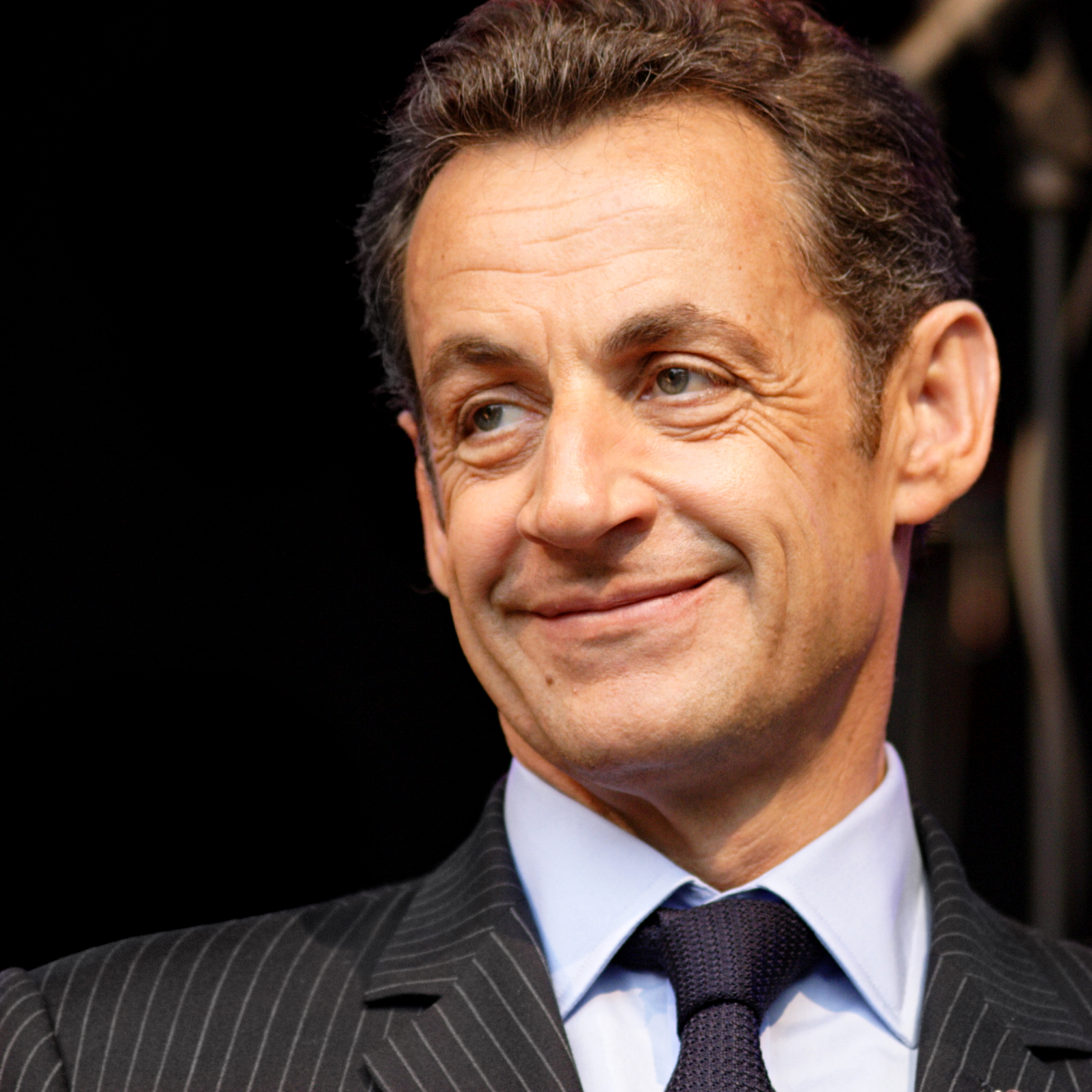
Nicolas Sarkozy (* 1955)

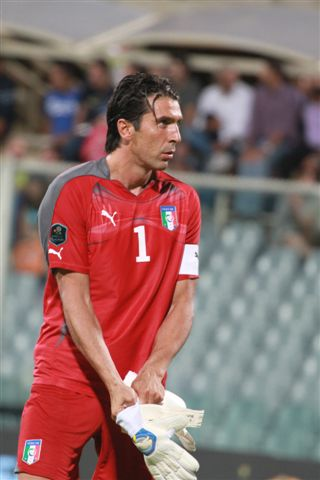
Gianluigi Buffon (* 1978)

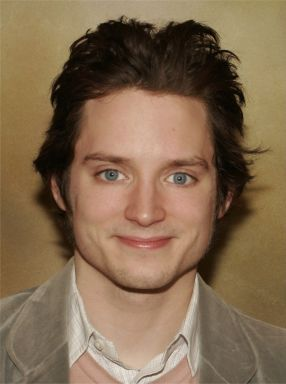
Elijah Wood (* 1981)

- 1311 – Johana II. Navarrská, navarrská královna († 6. října 1349)
- 1457 – Jindřich VII. Tudor, anglický král († 21. dubna 1509)
- 1540 – Ludolph van Ceulen, německý matematik († 31. prosince 1610)
- 1608 – Giovanni Alfonso Borelli, italský fyziolog, fyzik, astronom a matematik († 31. prosince 1679)
- 1611 – Johannes Hevelius, gdaňský astronom († 28. ledna 1687)
- 1679 – Karel Vilém Bádensko-Durlašský, bádensko-durlašský markrabě († 12. května 1738)
- 1706 – John Baskerville, anglický typograf a tiskař († 8. ledna 1775)
- 1712 – Iešige Tokugawa, japonský vládce († 13. července 1761)
- 1717 – Mustafa III., sultán Osmanské říše († 21. ledna 1774)
- 1725 – Karl Gottlieb von Windisch, německý spisovatel († 30. března 1793)
- 1761 – Marguerite Gérard, francouzská malířka († 18. května 1837)
- 1768 – Frederik VI., dánský a norský král († 3. prosince 1839)
- 1784 – George Hamilton-Gordon, britský státník († 14. prosince 1860)
- 1786 – Nathaniel Wallich, dánský botanik († 1854)
- 1812
  - Ilija Garašanin, srbský politik († 22. června 1874)
  - Cornélie Falcon, francouzská operní pěvkyně († 25. února 1897)
- 1822 – Alexander Mackenzie, premiér Kanady († 17. dubna 1892)
- 1823 – Bruno Braquehais, francouzský fotograf († 13. února 1875)
- 1833 – Charles George Gordon, britský armádní důstojník († 26. ledna 1885)
- 1841 – Sir Henry Morton Stanley, britský novinář, cestovatel († 10. května 1904)
- 1842 – Alexandre-Jacques Chantron, francouzský malíř a fotograf († 1918)
- 1843 – Karol Antolík, slovenský fyzik († 20. června 1905)
- 1850 – William Abner Eddy, americký novinář, fotograf a vynálezce († 26. prosince 1909)
- 1853
  - José Martí, kubánský národní hrdina († 19. května 1895)
  - Vladimir Sergejevič Solovjov, ruský filosof († 13. srpna 1900)
- 1858 – Eugène Dubois, nizozemský anatom a geolog († 16. prosince 1940)
- 1869 – Kaarlo Juho Ståhlberg, prezident Finska († 22. září 1952)
- 1873 – Colette, francouzská spisovatelka († 3. srpna 1954)
- 1874 – Emanuel Weidenhoffer, ministr financí Rakouska († 18. října 1939)
- 1878 – Jean de la Hire, francouzský spisovatel († 6. září 1856)
- 1884 – Auguste Piccard, švýcarský vzduchoplavec a fyzik († 24. března 1962)
- 1887 – Arthur Rubinstein, polsko-americký klavírista († 20. prosince 1982)
- 1892
  - Fjodor Raskolnikov, sovětský bolševický velitel a diplomat († 12. září 1939)
  - Ernst Lubitsch, německý filmový režisér († 30. listopadu 1947)
- 1895 – Leo Zobel, slovenský šachista († 25. dubna 1962)
- 1897 – Valentin Petrovič Katajev, sovětský spisovatel († 12. dubna 1986)
- 1902 – Franc Snoj, slovinský politik († 1962)
- 1903 – Julij Mejtus, ukrajinský hudební skladatel († 2. dubna 1997)
- 1907 – Gennadij Samojlovič Gor, ruský historik umění a spisovatel († 6. ledna 1981)
- 1909 – Colin MacLeod, americký genetik († 11. února 1972)
- 1912 – Jackson Pollock, americký malíř († 11. srpna 1956)
- 1915 – Brian Shawe-Taylor, irský závodník Formule 1 († 1. května 1999)
- 1917 – William P. Gottlieb, americký fotograf a novinový sloupkař († 23. dubna 2006)
- 1922
  - Darina Lehotská, slovenská archivářka a historička († 12. února 1990)
  - Emil Habíbí, izraelský spisovatel a politik († 2. května 1996)
  - Robert W. Holley, americký biochemik, nositel Nobelovy ceny za fyziologii a medicínu († 11. února 1993)
- 1928 – Eugenio Monti, italský bobista, šestinásobný olympijský medailista († 1. prosince 2003)
- 1929
  - Claes Oldenburg, švédsko-americký sochař († 18. července 2022)
  - Acker Bilk, anglický jazzový klarinetista († 2. listopadu 2014)
- 1931 – Lucia Bosè, italská herečka († 23. března 2020)
- 1932 – Parry O' Brien, americký atlet, dvojnásobný olympijský vítěz ve vrhu koulí, 1952 a 1956 († 21. dubna 2007)
- 1933 – Erik Hornung, švýcarský egyptolog († 11. července 2022)
- 1935 – David Lodge, britský prozaik, dramatik, satirik a literární kritik
- 1936
  - Alan Alda, americký herec, režisér a scenárista
  - Ismail Kadare, albánský básník a spisovatel († 1. července 2024)
  - Carol Gilligan, americká psycholožka
- 1938 – Tomas Robert Lindahl, švédský biolog a genetik, Nobelova cena 2015
- 1939 – John Fabian, americký důstojník a astronaut
- 1940 – František Schmucker, slovenský a československý fotbalista († 15. července 2004)
- 1941 – Paul Kiparsky, finsko-americký jazykovědec
- 1942 – Sjoukje Dijkstrová, nizozemská krasobruslařka, olympijská vítězka
- 1944 – John Tavener, britský hudební skladatel († 12. listopadu 2013)
- 1945
  - John Perkins, americký aktivista, spisovatel literatury faktu
  - Robert Wyatt, anglický muzikant
- 1948
  - Michail Baryšnikov, ruský tanečník a choreograf
  - Charles Taylor, liberijský prezident v letech 1997–2003
- 1950
  - Hamad bin Ísá Ál Chalífa, bahrajnský král
  - David Carl Hilmers, americký kosmonaut
  - Bruno Gollnisch, francouzský akademik a politik
- 1951 – Leonid Kadeňuk, ukrajinský vojenský pilot a kosmonaut († 31. ledna 2018)
- 1952 – Richard Glatzer, americký herec († 10. března 2015)
- 1953 – Richard Anconina, francouzský filmový herec
- 1954 – Rick Warren, americký pastor a spisovatel
- 1955 – Nicolas Sarkozy, francouzský prezident
- 1956
  - Tim Flannery, australský mamalolog, paleontolog a ekologický aktivista
  - Peter I. Blute, americký politik
- 1957 – Alexandr Železňakov, ruský fyzik, popularizátor kosmonautiky, spisovatel
- 1958 – Mark Slouka, americký esejista a spisovatel
- 1959 – Frank Darabont, americký filmový režisér a scenárista
- 1961 – Arnaldur Indriðason, islandský spisovatel
- 1968 – Sarah McLachlan, kanadská zpěvačka
- 1972 – Amy Coneyová Barrettová, americká soudkyně Nejvyššího soudu Spojených států
- 1977 – Takuma Sató, japonský pilot Formule 1
- 1978
  - Gianluigi Buffon, italský fotbalový brankář
  - Jamie Carragher, anglický fotbalista
- 1981 – Elijah Wood, americký filmový herec
- 1984 – Andre Iguodala, americký basketbalista
- 1985
  - Tom Hopper, britský herec
  - Libby Trickettová, australská plavkyně
- 1986 – Jessica Ennisová-Hillová, britská atletka, vícebojařka
- 1993 – Will Poulter, anglický herec
- 1994 – Maluma, kolumbijský zpěvák
- 1996 – Nataša Ljepojaová, slovinská házenkářka
- 2000 – Dušan Vlahović, srbský fotbalista

## Úmrtí

### Česko

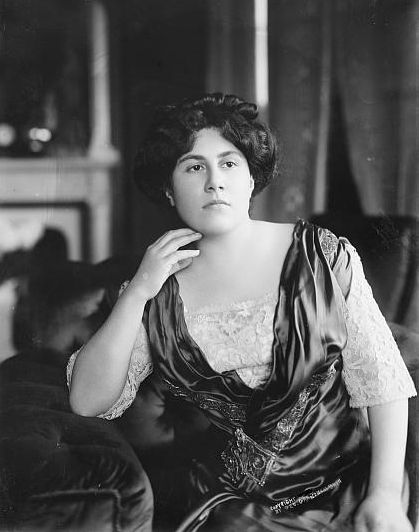
Ema Destinnová († 1930)

- 1061 – Spytihněv II., kníže (* 1031)
- 1758 – Siard Nosecký, strahovský premonstrát a malíř (* 12. dubna 1693)
- 1778 – Ferdinand Bonaventura II. Antonín hrabě z Harrachu, rakousko-český politik a diplomat (* 11. dubna 1708)
- 1813 – Jan Josef Rösler, český hudební skladatel, dirigent a klavírista (* 22. srpna 1771)
- 1843 – Jan Nepomuk Vocet, varhaník a hudební skladatel (* 14. dubna 1777)
- 1869 – Jan Jodl, národní buditel a jazykovědec (* 28. května 1791)
- 1890 – Johann Herrmann Adam, starosta Polevska a poslanec Českého zemského sněmu (* 22. listopadu 1812)
- 1894 – August Salaba, strojní inženýr, vynálezce, rektor ČVUT (* 12. března 1840)
- 1925 – František Fiedler, ministr obchodu Předlitavska (* 13. prosince 1858)
- 1926 – Gustav Adolf Skalský, teolog a historik (* 3. srpna 1857)
- 1930 – Ema Destinnová, operní pěvkyně (* 26. února 1878)
- 1933 – Adolf Krössing, operní pěvec, tenorista (* 5. ledna 1848)
- 1934 – Josef Skřivánek, architekt a ochotnický divadelník (* 19. listopadu 1868)
- 1939 – František Serafínský Procházka, český redaktor, básník a spisovatel (* 15. ledna 1861)
- 1958 – Josef Rejlek, překladatel (* 28. června 1888)
- 1961 – Theodor Bohumír Pařík, hudební skladatel, houslista a pedagog (* 1. února 1881)
- 1964 – Vladislav Brdlík, zemědělský odborník, ministr československé vlády (* 26. července 1879)
- 1967 – Václav Wasserman, český filmový herec, režisér a scenárista (* 19. února 1898)
- 1971 – Václav Pilát, československý fotbalový reprezentant (* 6. května 1888)
- 1975 – Antonín Novotný, československý prezident (* 10. prosince 1904)
- 1976 – Vladimír Brehovszký, český malíř, ilustrátor a grafik (* 26. září 1925)
- 1981 – Vojtěch Erban, sociálně-demokratický a komunistický poslanec (* 19. srpna 1913)
- 1999
  - Radúz Činčera, scenárista a režisér (* 17. června 1923)
  - František Vláčil, filmový scenárista a režisér (* 19. února 1924)
  - Josef Doležal, stříbrná medaile v chůzi na 50 km na OH 1952 (* 12. prosince 1920)
- 2003 – Jaromír Obzina, ministr vnitra vlád Československa za normalizace (* 22. května 1929)
- 2007 – Karel Svoboda, český skladatel (* 19. prosince 1938)
- 2012 – Josef Dobiáš, kněz, církevní historik a překladatel (* 10. září 1919)
- 2013
  - Ladislav Pavlovič, československý fotbalový reprezentant (* 8. dubna 1926)
  - Oldřich Kulhánek, malíř, grafik, ilustrátor, scénograf a pedagog (* 26. února 1940)

### Svět

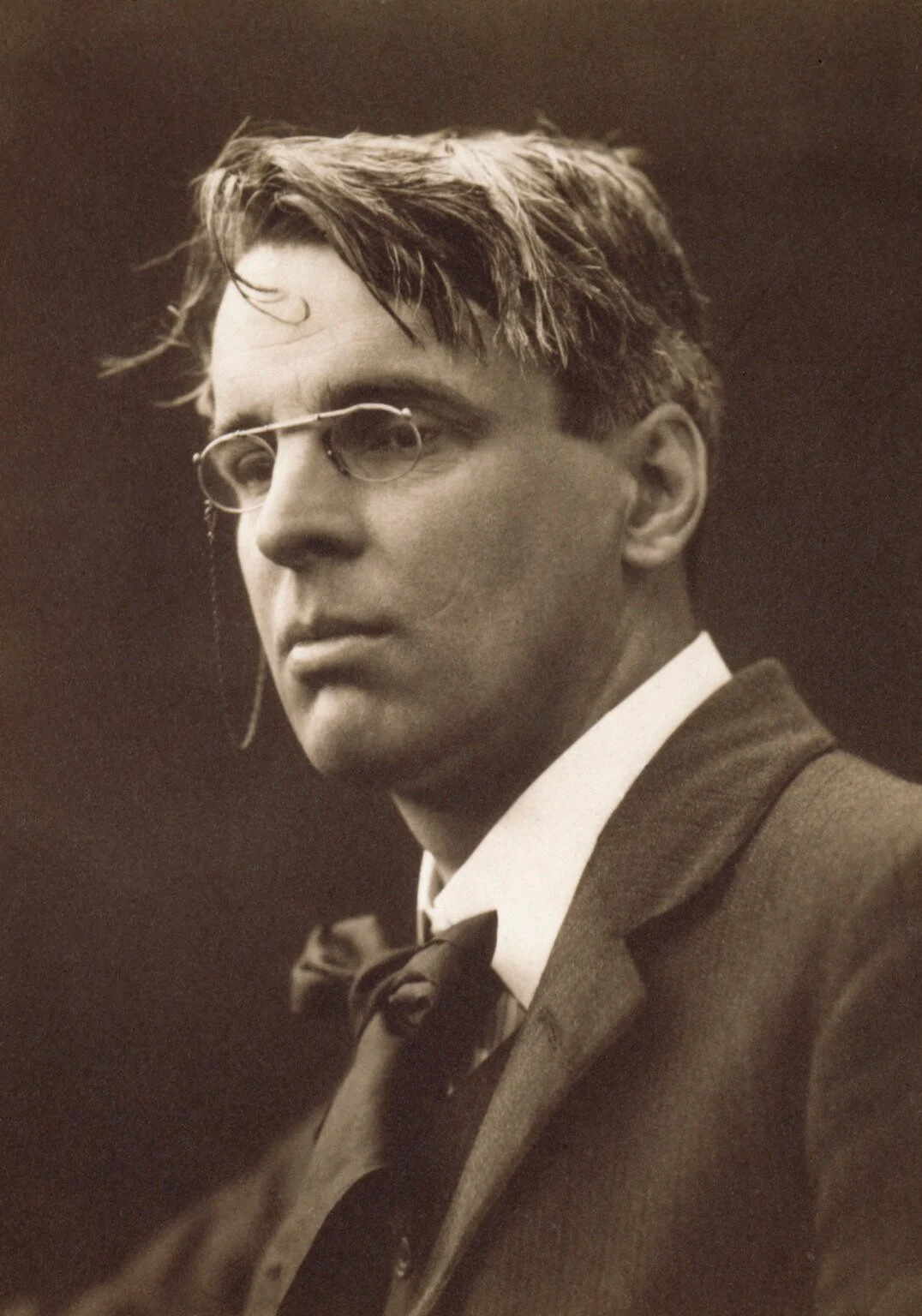
William Butler Yeats († 1939)

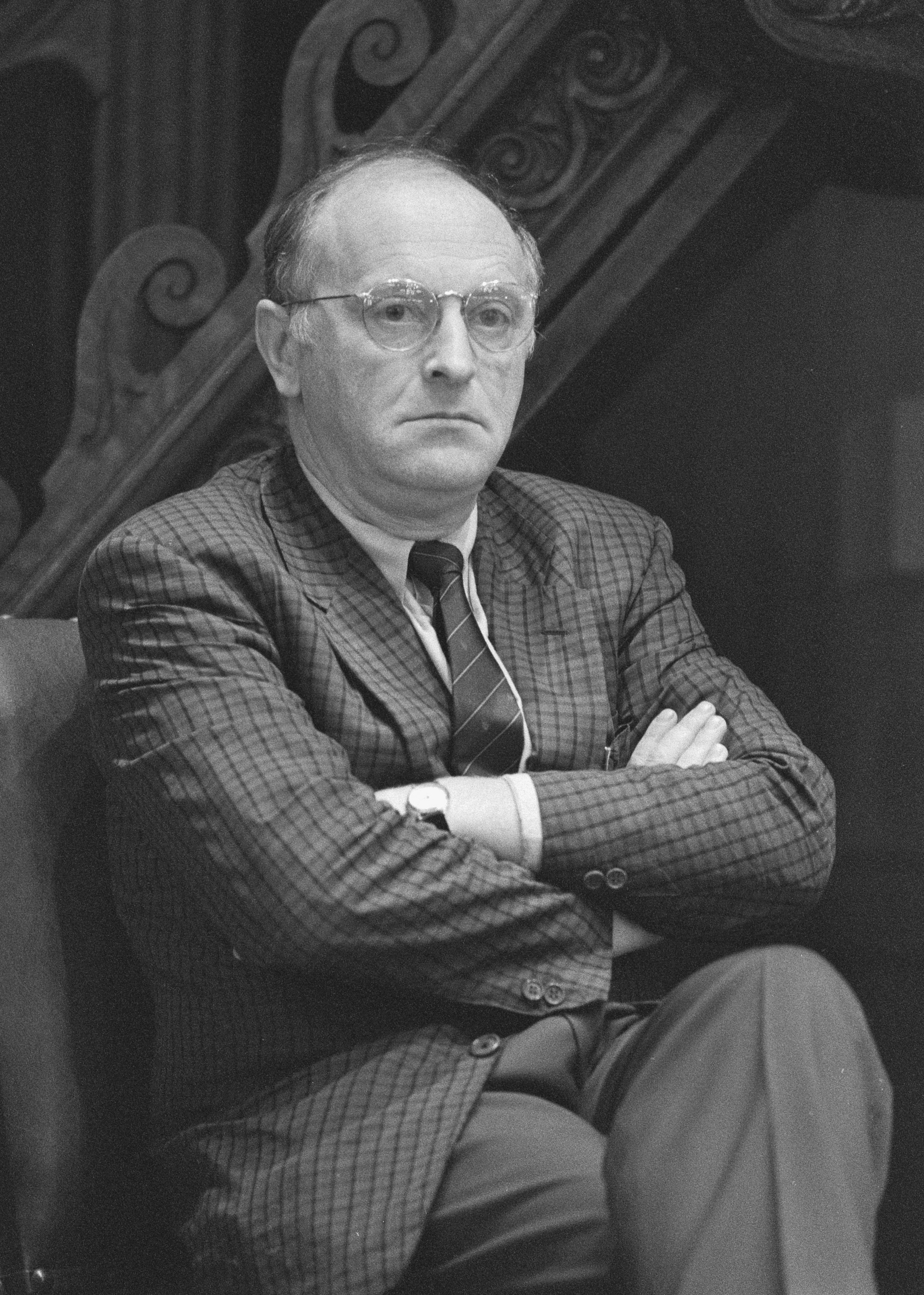
Josif Brodskij († 1996)

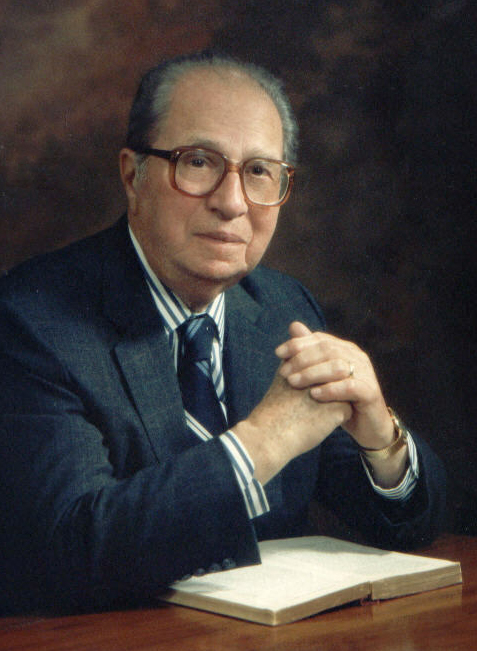
Mortimer Adler († 2001)

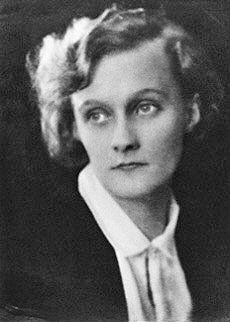
Astrid Lindgrenová († 2002)

- 0814 – Karel Veliký, franský král a první císař obnovené říše římské (* 2. dubna 748)
- 1256 – Vilém II. Holandský, římský král (* 1227)
- 1271 – Isabela Aragonská, francouzská královna (* 1243)
- 1547 – Jindřich VIII. Tudor, anglický král (* 28. června 1491)
- 1596 – Francis Drake, anglický korzár (* asi 1540)
- 1617 – Karel II. Minsterberský, slezský kníže (* 15. dubna 1545)
- 1620 – Eleonora Habsburská, rakouská arcivévodkyně (* 25. září 1582)
- 1621 – Pavel V., papež (* 17. září 1552)
- 1672 – Pierre Séguier, francouzský státník (* 28. května 1588)
- 1687 – Johannes Hevelius, gdaňský astronom (* 28. ledna 1611)
- 1688 – Ferdinand Verbiest, flámský misionář, teolog, matematik a astronom (* 9. října 1623)
- 1761 – Francesco Feo, italský operní skladatel (* asi 1691)
- 1774 – Antonio Galli da Bibbiena, italský malíř a architekt (* 1. ledna 1697)
- 1795 – Johann Christoph Friedrich Bach, německý skladatel a kapelník (* 21. června 1732)
- 1826 – Gustaf von Paykull, švédský ornitolog a entomolog (* 21. srpna 1757)
- 1832 – Augustin Daniel Belliard, francouzský generál (* 23. března 1769)
- 1836 – Marie von Brühl, německá šlechtična, manželka Carla von Clausewitz (* 3. června 1779)
- 1859
  - Carl Adolf Agardh, švédský botanik (* 23. ledna 1785)
  - Frederick John Robinson, britský státník (* 1. listopadu 1782)
  - William Hickling Prescott, americký historik (* 4. května 1796)
- 1861 – Henri Murger, francouzský spisovatel (* 27. března 1822)
- 1864 – Émile Clapeyron, francouzský fyzik a inženýr (* 26. února 1799)
- 1868 – Adalbert Stifter, rakouský spisovatel (* 23. října 1805)
- 1876 – Ferenc Deák, uherský politik (* 17. října 1803)
- 1891 – Felipe Poey, kubánský zoolog (* 26. května 1799)
- 1896 – Giuseppe Fiorelli, italský archeolog (* 8. června 1823)
- 1901 – Henri de Bornier, francouzský dramatik a básník (* 25. prosince 1825)
- 1908 – François-Marie-Benjamin Richard, arcibiskup pařížský a kardinál (* 1. března 1819)
- 1910 – William Bell, americký fotograf (* 1830)
- 1912 – Gustave de Molinari, belgický ekonom (* 3. března 1819)
- 1915 – Nikolaj Umov, ruský fyzik (* 4. února 1846)
- 1918 – John McCrae, chirurg kanadské armády (* 30. listopadu 1872)
- 1922 – Elizabeth Jane Gardnerová, francouzská malířka (* 4. října 1837)
- 1928 – Vicente Blasco Ibáñez, španělský spisovatel (* 29. ledna 1867)
- 1935 – Michail Michajlovič Ippolitov-Ivanov, ruský skladatel (* 19. listopadu 1858)
- 1938 – Anton Lampa, rakouský fyzik (* 17. ledna 1868)
- 1939 – William Butler Yeats, irský spisovatel, nositel Nobelovy ceny za literaturu za rok 1923 (* 13. června 1865)
- 1940 – Hasan Bej Šukri, arabský palestinský politik (* 1876)
- 1942 – Pablo Luna, španělský hudební skladatel (* 21. května 1879)
- 1943 – Pavel Jan Souček, český kněz, opat kanonie premonstrátů v Nové Říši (* 23. června 1877)
- 1946 – Anton Rintelen, rakouský právník a politik (* 15. listopadu 1876)
- 1948
  - Arthur Liebehenschel, velitel vyhlazovacích táborů Auschwitz-Birkenau a Majdanek (* 25. listopadu 1901)
  - Hans Aumeier, německý nacista (* 20. srpna 1906)
- 1954 – Ernest Esclangon, francouzský astronom, matematik a fyzik (* 17. března 1876)
- 1958 – John Mitchell Nuttall, anglický fyzik (* 21. června 1890)
- 1959 – Josef Šprincak, izraelský politik a první předseda Knesetu (* 8. prosince 1855)
- 1962 – Jacques Groag, český architekt a interiérový návrhář (* 5. února 1892)
- 1963 – Gustave Garrigou, francouzský cyklista (* 24. září 1884)
- 1971
  - Samuel Gottscho, americký fotograf (* 8. února 1875)
  - Donald Winnicott, britský psychoanalytik (* 7. dubna 1896)
- 1972 – Dino Buzzati, italský spisovatel (* 16. října 1906)
- 1978 – Arnold Hauser, maďarský historik a sociolog umění (* 8. května 1892)
- 1983
  - Frank Forde, premiér Austrálie (* 18. června 1890)
  - Bryher, anglická spisovatelka (* 2. září 1894)
- 1985 – Alfredo Foni, italský fotbalista (* 20. ledna 1911)
- 1986 – tragicky zahynula posádka raketoplánu Challenger:
  - Francis R. Scobee, americký astronaut (* 19. května 1939)
  - Michael J. Smith, americký astronaut (* 30. dubna 1945)
  - Judith A. Resniková, americká astronautka (* 5. dubna 1949)
  - Ellison Onizuka, americký důstojník, letec a astronaut (* 24. června 1946)
  - Ronald E. McNair, americký astronaut (* 21. října 1950)
  - Gregory B. Jarvis, americký astronaut (* 24. srpna 1944)
  - Christa McAuliffeová, americká astronautka (* 2. září 1948)
- 1989 – Halina Konopacka, polská olympijská vítězka v hodu diskem (* 26. února 1900)
- 1992 – Nachman Avigad, izraelský archeolog (* 25. září 1905)
- 1996 – Josif Brodskij, ruský básník (* 24. května 1940)
- 2001 – Mortimer Adler, americký filosof a spisovatel (* 28. prosince 1902)
- 2002 – Astrid Lindgrenová, švédská spisovatelka (* 14. listopadu 1907)
- 2004 – Dino Dines, britský rockový klávesista (* 17. prosince 1944)
- 2005 – Jacques Villeret, francouzský herec (* 6. února 1951)
- 2009
  - Glenn Davis, americký atlet, běžec, trojnásobný olympijský vítěz (* 12. září 1934)
  - Billy Powell, americký hudebník (* 3. června 1952)
- 2015 – Yves Chauvin, francouzský chemik, Nobelova cena za chemii 2005 (* 10. října 1930)
- 2021
  - Paul J. Crutzen, nizozemský chemik, nositel Nobelovy ceny (* 3. prosince 1933)
  - Cicely Tyson, americká herečka  (* 19. prosince 1924)
- 2023 – Tom Verlaine, americký zpěvák a kytarista (* 13. prosince 1949)

## Svátky

### Česko
- Otýlie
- Alfons
- Manfréd, Manfred

### Svět
- Den ochrany osobních údajů

### Liturgický kalendář
- Sv. Tomáš Akvinský
- Karel Veliký

## Pranostiky

### Česko
- Je-li Karel Veliký málo ledový, únor to zase napraví.

| 28. leden v pražském KlementinuÚdaje jsou platné k 11. 3. 2025. | 28. leden v pražském KlementinuÚdaje jsou platné k 11. 3. 2025. | 28. leden v pražském KlementinuÚdaje jsou platné k 11. 3. 2025. |
| minimum                                                         | denní průměr                                                    | maximum                                                         |
| --------------------------------------------------------------- | --------------------------------------------------------------- | --------------------------------------------------------------- |
| −23,3 °C (1830)                                                 | 0,6 °C (od 1961)                                                | 14,1 °C (2002)                                                  |